# Kyle Shanahan
Kyle Michael Shanahan (* 14. Dezember 1979 in Minneapolis, Minnesota) ist ein American-Football-Coach, der aktuell Head Coach bei den San Francisco 49ers in der National Football League (NFL) ist. Sein Vater Mike Shanahan war ebenfalls Trainer in der NFL.

## Frühe Jahre
Kyle Shanahan wurde in Minneapolis, Minnesota, geboren, da sein Vater Trainer an der University of Minnesota war. Er besuchte die Highschool in Saratoga, Kalifornien und in Greenwood Village. Danach besuchte er die University of Texas at Austin, wo er für deren Collegefootballteam als Wide Receiver auflief. Hier lernte er unter anderem Quarterback Chris Simms kennen, mit dem eine innige Freundschaft entstand.

## Trainerkarriere
Shanahan begann seine Trainerkarriere 2003 auf der University of California, Los Angeles als Graduate Assistant. Schon ein Jahr später unterschrieb er einen Vertrag in der NFL bei den Tampa Bay Buccaneers als Offensive quality control Coordinator. Hier blieb er zwei Jahre, ehe ihn die Houston Texans als Wide-Receiver-Coach, unter Head Coach Gary Kubiak, engagierten. Ein Jahr später wurde er bei den Texans zum Quarterback-Coach ernannt. Ein weiteres Jahr später wurde er zum Offensive Coordinator befördert. Damit übernahm er den Posten seines Vaters, welcher Head Coach der Texas A&M University wurde. Nach insgesamt vier Jahren bei den Texans verschlug es ihn zu den Washington Redskins. Hier arbeitete er vier Jahre als Offensive Coordinator. Zur Saison 2014 verpflichteten ihn die Cleveland Browns als Offensive Coordinator. Nach Streitigkeiten um Quarterback Johnny Manziel mit der Führungsebene verließ er die Browns und schloss sich 2015 den Atlanta Falcons an. In seinem zweiten Jahr bei den Falcons erreichte er nach einer Saison mit elf Siegen und nur fünf Niederlagen den Super Bowl LI, welcher mit 34:28 gegen die New England Patriots erst in der Verlängerung verloren ging. Shanahan erzielte die meisten Punkte mit seiner Offense in diesem Jahr in der NFL und wurde zum Assistant Coach of the Year ernannt.

### Als Head Coach
Einen Tag nach der Super-Bowl-Niederlage verpflichteten ihn die San Francisco 49ers als Head Coach. Am 12. November 2017 gewann er sein erstes NFL-Spiel gegen die New York Giants als Head Coach (31:21). In der Saison 2019 zog er mit den 49ers mit Siegen gegen die Minnesota Vikings und die Green Bay Packers in den Super Bowl LIV ein. Dieser wurde jedoch mit 31:20 gegen die Kansas City Chiefs verloren.
Trotz fortwährender Umbrüche auf Positionen in Offensive und Defensive ist die Qualität im Coaching und im Management offenkundig. Seit dem Engagement von Shanahan und Lynch ist es regelmäßig zu Abwerbungen und Beförderungen aus dem Coaching-Staff und Management-Staff gekommen. Trotzdem konnte das Niveau in der Verpflichtung von neuen Talenten auf dem Spielfeld und an der Seitenlinie wie im Management gehalten werden. Wichtiges Indiz dafür sind die Teilnahmen im NFC-Championship in den Jahren 2021, 2022 und 2023. Mit der Verpflichtung von Brock Purdy im Draft 2023 scheint zudem die langjährige Frage nach einem neuen Franchise-Quarterback beantwortet zu sein. Trotz Verletzung im NFC-Championship 2023 gegen die Philadelphia Eagles konnte Purdy im Folgejahr an die Leistungen seiner Rookie-Saison anknüpfen, diese sogar deutlich steigern und stand in der Saison 2023/2024 bis kurz vor Ende der Vorrunde im Gespräch um die Wahl für den wertvollsten Spieler der Saison. Auch scheint es infolgedessen in der Saison 2023–2024 zu einer Verschiebung in der Gewichtung von Laufspiel und Passspiel gekommen zu sein und bedient sich Shanahan deutlich vielseitiger und mit großem Vertrauen in seinen Spielmacher des Pass-Angriffs.

## Head-Coach-Bilanz
| Team   | Jahr   | Regular Season | Regular Season | Regular Season | Regular Season | Regular Season  | Postseason | Postseason  | Postseason | Postseason |
| Team   | Jahr   | Siege          | Niederlagen    | Unentschieden  | Siegrate       | Ergebnis        | Siege      | Niederlagen | Siegrate   | Ergebnis |
| ------ | ------ | -------------- | -------------- | -------------- | -------------- | --------------- | ---------- | ----------- | ---------- | --- |
| SF     | 2017   | 6              | 10             | 0              | 0.375          | 4th in NFC West | –          | –           | –          | – |
| SF     | 2018   | 4              | 12             | 0              | 0.250          | 3rd in NFC West | –          | –           | –          | – |
| SF     | 2019   | 13             | 3              | 0              | 0.813          | 1st in NFC West | 2          | 1           | 0.667      | 27:10-Sieg gegen Vikings Divisional 37:20-Sieg gegen Packers NFC-Title 20:31-Niederlage gegen Chiefs Super Bowl      |
| SF     | 2020   | 6              | 10             | 0              | 0.375          | 4th in NFC West | –          | –           | –          | – |
| SF     | 2021   | 10             | 7              | 0              | 0.588          | 3rd in NFC West | 2          | 1           | 0.667      | 23:17-Sieg gegen Cowboys Wildcard 13:10-Sieg gegen Packers Divisional 17:20-Niederlage gegen Rams NFC Championship   |
| SF     | 2022   | 13             | 4              | 0              | 0.765          | 1st in NFC West | 2          | 1           | 0.667      | 41:23-Sieg gegen Seahawks Wildcard 19:12-Sieg gegen Cowboys Divisional 7:31-Niederlage gegen Eagles NFC Championship |
| SF     | 2023   | 12             | 5              | 0              | 0.701          | 1st in NFC West | 1          | 0           | 100        | 24:21-Sieg gegen Packers Divisional                                                                                  |
| Gesamt | Gesamt | 64             | 51             | 0              | 0.556          | –               | 7          | 3           | .700       | – |